# Sandford, Somerset
Sandford är en ort i Storbritannien.   Den ligger i kommunen North Somerset och riksdelen England, i den södra delen av landet, 190 km väster om huvudstaden London. Sandford ligger 23 meter över havet och antalet invånare är 2 135.
Terrängen runt Sandford är platt västerut, men österut är den kuperad. Runt Sandford är det ganska tätbefolkat, med 144 invånare per kvadratkilometer. Närmaste större samhälle är Weston-super-Mare, 10,2 km väster om Sandford. Trakten runt Sandford består i huvudsak av gräsmarker.